# Maison natale d'Ilarion Ruvarac
La maison natale d'Ilarion Ruvarac (en serbe cyrillique : Родна кућа Илариона Руварца у Сремској Митровици ; en serbe latin : Rodna kuća Ilariona Ruvarca u Sremskoj Mitrovici) est située à Sremska Mitrovica, dans la province de Voïvodine, en Serbie. Elle est inscrite sur la liste des monuments culturels de grande importance de la république de Serbie (identifiant no SK 1333).

## Présentation

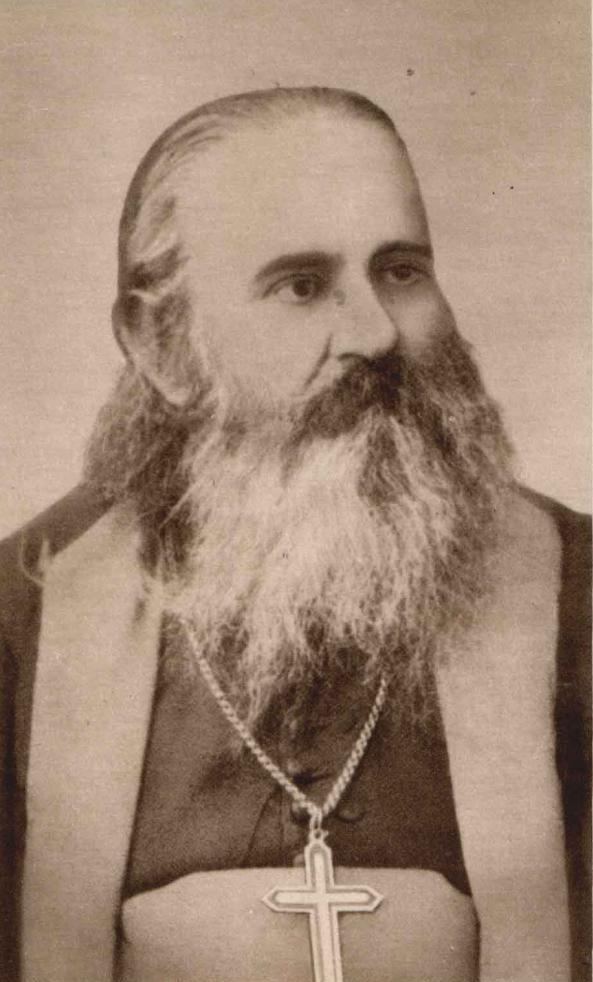
Ilarion Ruvarac

Ilarion Ruvarac est né le 1er septembre 1832 à Sremska Mitrovica. Après des études de droit à Vienne et des études de théologie à Sremski Karlovci, il a été professeur et recteur au séminaire de Karlovci ; en 1882, il est devenu archimandrite du monastère de Grgeteg. Par ses travaux et par ses écrits, il a fondé l'école serbe d'histoire critique et s'est opposé à l'historiographie traditionnelle non critique. Il a été membre de l'Académie royale des sciences et il figure sur la liste des 100 Serbes les plus éminents établie par un comité de l'Académie serbe des sciences et des arts.
La maison natale de l'historien est un exemple typique des maisons de Voïvodine. Constituée de deux ailes symétriques, elle est recouverte d'un toit à deux pans formant un pignon. Avec le temps, l'édifice a connu de nombreuses modifications.